# Theo Rossi
Theo Theodore Rossi (Staten Island (New York), 4 juni 1975) is een Amerikaans acteur.

## Biografie
Rossi werd geboren in de borough Staten Island van New York. Hij studeerde van 1994 tot en met 1998 aan de Staatsuniversiteit van New York in Albany (New York). Hij leerde het acteren aan het Lee Strasberg Theatre Institute in New York waar hij ook verschillende rollen heeft gespeeld in toneelstukken.

## Filmografie

### Films
Uitgezonderd korte films.
- 2024 Carry-On - als kijker
- 2024 Bosco- als Ramos
- 2023 Squealer - als Danny D.
- 2023 The Getback - als Mal Cooper
- 2022 Vendetta - als Rory Fetter
- 2022 Escape the Field - als Tyler
- 2022 The Devil You Know - als Al Edwards
- 2022 Dear Zoe - als Nick DeNunzio
- 2022 Emily the Criminal - als Youcef
- 2021 Army of the Dead - als Burt Cummings
- 2020 Ghosts of War - als Kirk
- 2019 Rattlesnake - als Billy
- 2019 American Skin - als Dominic Reyes
- 2019 Vault - als Deuce
- 2016 When the Bough Breaks - als Mike Mitchell
- 2016 Lowriders - als Francisco 'Ghost' Alvarez
- 2015 Bad Hurt - als Todd Kendall
- 2013 Meth Head – als Carlos
- 2009 Red Sands – als Tino Hull
- 2009 Kill Theory – als Carlos
- 2008 The Informers – als Spaz
- 2008 Cloverfield – als Antonio
- 2006 Jane Doe: Yes, I Remember It Well – als Antonio Ruiz
- 2005 Code Breakers – als Desantis
- 2005 House of the Dead 2 – als Greg Berlin
- 2004 Buds for Life – als Teddy
- 2003 The Challenge – als Anthony
- 2002 Big Shot: Confessions of a Campus Bookie – als de Mook
- 2001 The Myersons – als Montilli

### Televisieseries
Uitgezonderd eenmalige gastrollen.
- 2024 The Penguin - als dr. Julian Rush - 6 afl.
- 2021-2022 The Lower Bottoms - als Lenny Martelli - 7 afl.
- 2021 True Story - als Gene - 6 afl.
- 2016-2018 Luke Cage - als Shades Alvarez - 23 Afl.
- 2008-2014 Sons of Anarchy – als Juan Carlos Ortiz – 90 afl.
- 2012 Alcatraz – als Sonny Burnett – 2 afl.
- 2009 Terminator: The Sarah Connor Chronicles – als inspecteur Dietze – 2 afl.
- 2007 Grey's Anatomy – als Stan Giamatti – 2 afl.
- 2007 Las Vegas – als Jason Scott – 2 afl.
- 2006 Heist – als Vinny Momo
- 2004 American Dreams – als Bobby Santos – 2 afl.
- 2001-2002 Boston Public – als Brandon Webber – 2 afl.

- Bibsys: 1606126540397
- Gemeinsame Normdatei: 1284633209
- International Standard Name Identifier: 0000 0004 4781 3367
- Library of Congress Control Number: no2015041767
- Nederlandse Thesaurus van Auteursnamen: 424666219
- Virtual International Authority File: 315534267
- WorldCat: E39PBJmP8JjTfCvryxx76CPYT3